# 中国远洋运输集团

旧标志

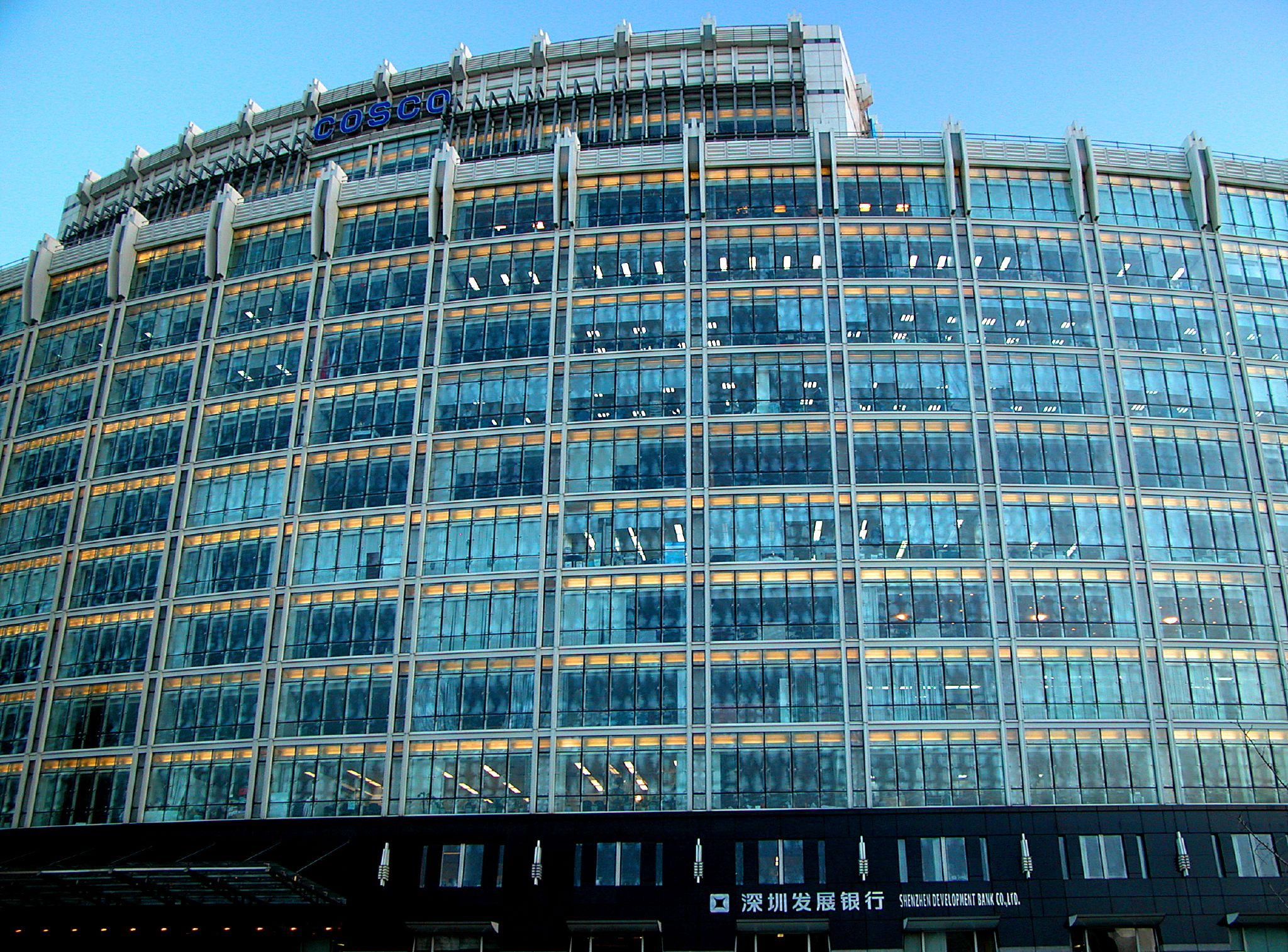
北京總部

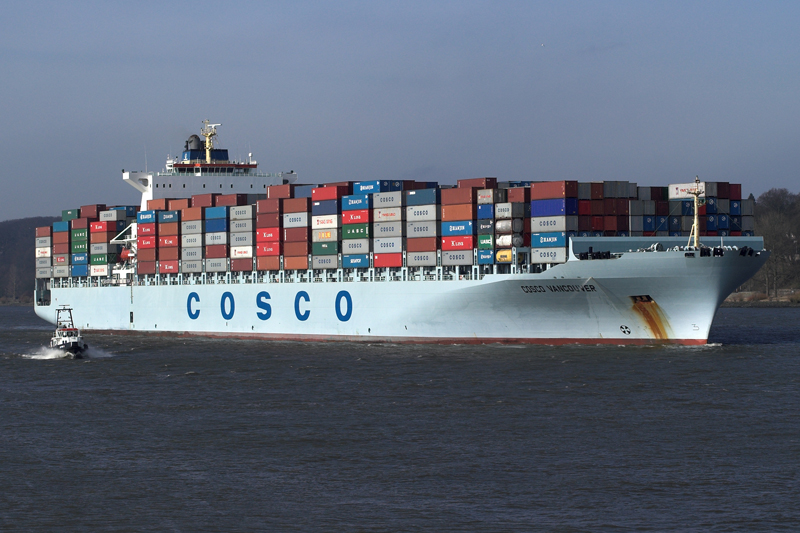
COSCO Vancouver號

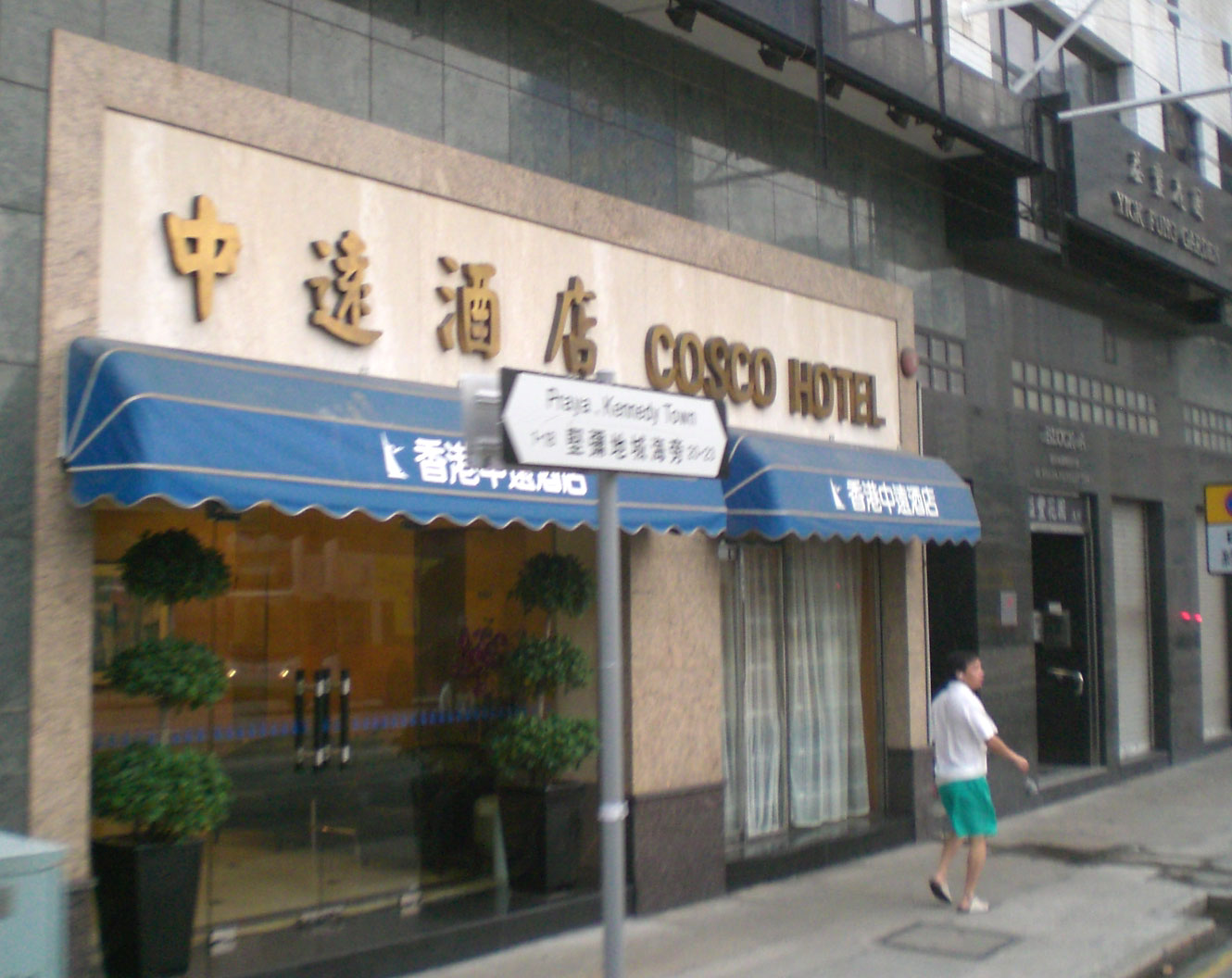
香港中遠酒店

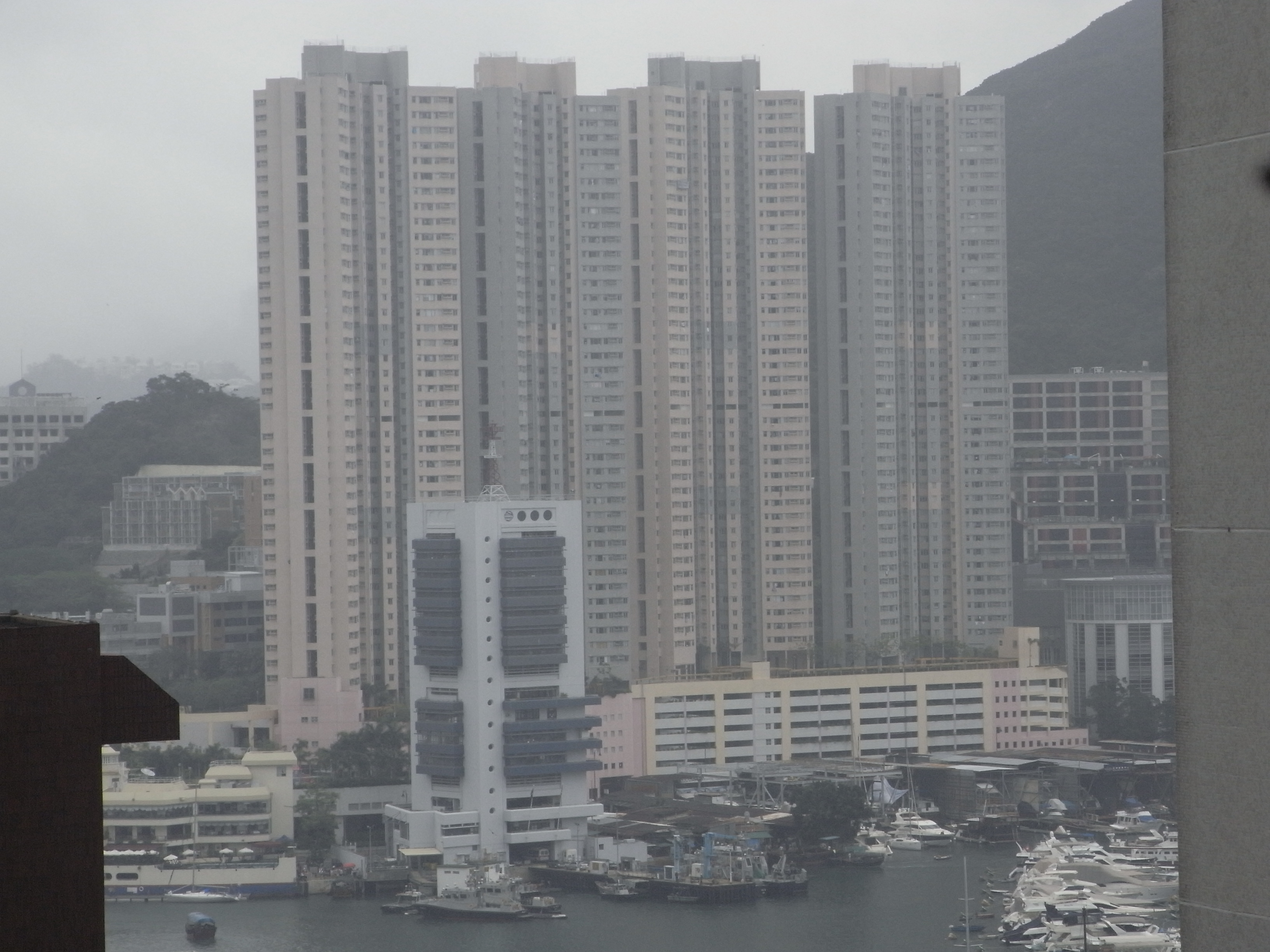
香港中遠雅濤閣房地產建案

中国远洋运输有限公司（China Ocean Shipping Company），简称中远或COSCO，是中国大陆最大的航运企业，全球大型海洋运输公司之一。公司原是中华人民共和国53家由中央直管的特大型国企之一，2016年与中國海運集團總公司组建中国远洋海运集团。

## 历史
1951年5月31日，由中华人民共和国交通部、中华人民共和国对外贸易部等单位共同组成海外运输管理委员会，下设中国海外运输公司；1951年7月1日，中国海外运输公司正式成立。
1958年大跃进时期，中共中央决定为冲破美国对华近海封锁，改变依靠外旗经营远洋运输的局面，改为自主经营远洋运输，1958年7月11日交通部国际业务局改为交通部远洋运输局，各港外代分公司由远洋局统一领导。
1958年9月1日，交通部批准成立远洋运输局驻广州办事处。在组织和人员等各方面作了准备，从国际航运市场购买了“光华”、“新华”两艘客船，从上海海运局调拨“和平25”，改名为“和平”轮；“和平58”，改名为“友谊”轮两艘货船南下广州。对船舶进行了整修，通过各种渠道培养和选调远洋航诲人才和业务骨干，配备了整套船员；草报了国际航线及行李运送章程；设计了中国远洋运输公司的标志、中国远洋船队的船旗、船名、烟囱标志、船体颜色；拟定了整套的船用业务单证；设计了最早的《中华人民共和国海员证》。
中国远洋运输公司于1961年4月27日正式宣布成立，第一任经理由交通部远洋局局长冯于九兼任。1961年4月28日，中国远洋运输公司广州分公司宣告成立。1961年4月28日，中华人民共和国第一艘远洋轮"光华"号（26万英镑购买英国旧邮轮船体，中方整修内部助航和通讯设备）在广州黄埔港举行隆重的首航典礼后驶往印度尼西亚雅加达港接运受难华侨回国。标志着中远创建。背景：中华民国政府与美国对中华人民共和国实行海上经济封锁，中国大陆需要发展远洋运输开展对外贸易和对外交往。
中远"光华"号在15年内13次海外救援接运华侨；运送修造坦赞铁路物资。计划经济时代，钢铁、煤炭、化肥等物资指定由中远运输。
1985年，中国大陆航运市场放开，中远的垄断地位面临挑战。1993年至1995年，中远抓住全球航运业市场高涨的机会发展迅速，并制定了"下海登陆上天"的企业扩张政策。1996年后全球航运市场衰退，中远在"下海登陆上天"扩张政策中，投资房地产，航空公司，资产负债率高，经营困难。
1998年中远收缩投资规模，中止与航运不相关的项目，停止投资江苏太仓中远国际城项目，严格控制新造船计划。2000年在二级公司领导层实行领导层年薪制，作为年薪制改革的试点的首家大型国企。
2002年1月，中远与麻省港务局（波士顿港）签署了中远班轮挂靠波士顿港协议，弥补了马士基撤出麻省的市场空缺。2004年3月31日，美国联邦海事委员会根据《中美海运协定》给予中远"受控承运人"法豁免权。
2019年9月27日，美国以违反禁令运送伊朗石油为由，对中远集團旗下子公司進行制裁。

## 股票
中远在中国大陸境内外有八家上市公司：
- 香港：中國遠洋H股
- 上海：中國遠洋A股52.01 %
- 香港：中遠海運港口
- 香港：中遠國際控股
- 新加坡：中遠投資
- 上海：中遠航運
- 香港：中集H股
- 深圳：中集集團A股

## 公司规模
在全世界有近千家成员公司、机构，员工8万多，船舶600多艘（总计3000多万吨），航线遍及世界160多个国家和地区的1200个港口，海外独资和合资企业50多家。

## 旗下企业
- 中远(香港)集团：中远最大的海外公司，旗下有540多家公司
  - 中远香港航运公司：中远香港集团的支柱企业
- 中国远洋物流公司：2002年1月8日成立于北京，中国最大的物流企业
- 中远集装箱运输公司：1998年1月成立于上海，中国最大的集装箱海运公司，中远的支柱企业，员工2万多
- 中远散货运输公司：员工1.5万
- 佛罗伦租箱公司：亚洲唯一的租箱公司，中远旗下上市公司太平洋公司的支柱企业
- 中远新加坡上市公司：1993年成立，在新加坡买壳上市
- 中远澳洲公司：其下13家分公司，涉及冷箱修理、航运代理、物流等业务
- 广州远洋运输公司：中国成立最早的远洋公司，员工1.5万
- 东方海外：中远海控和上港集团承诺在交易后至少两年内继续聘用东方海外现有员工并维持现有薪酬及福利体系。除此之外，收购方有意保留东方海外在香港的上市地位，并将东方海外的总部及管理职能继续留在香港。

## 主要竞争对手
- 日本海洋网联船务
- 丹麦马士基
- 新加坡美国总统轮船
- 德国赫伯罗特
- 韩国韩进
- 台湾长荣海运